# روان‌شناسی در عصر تمدن اسلامی

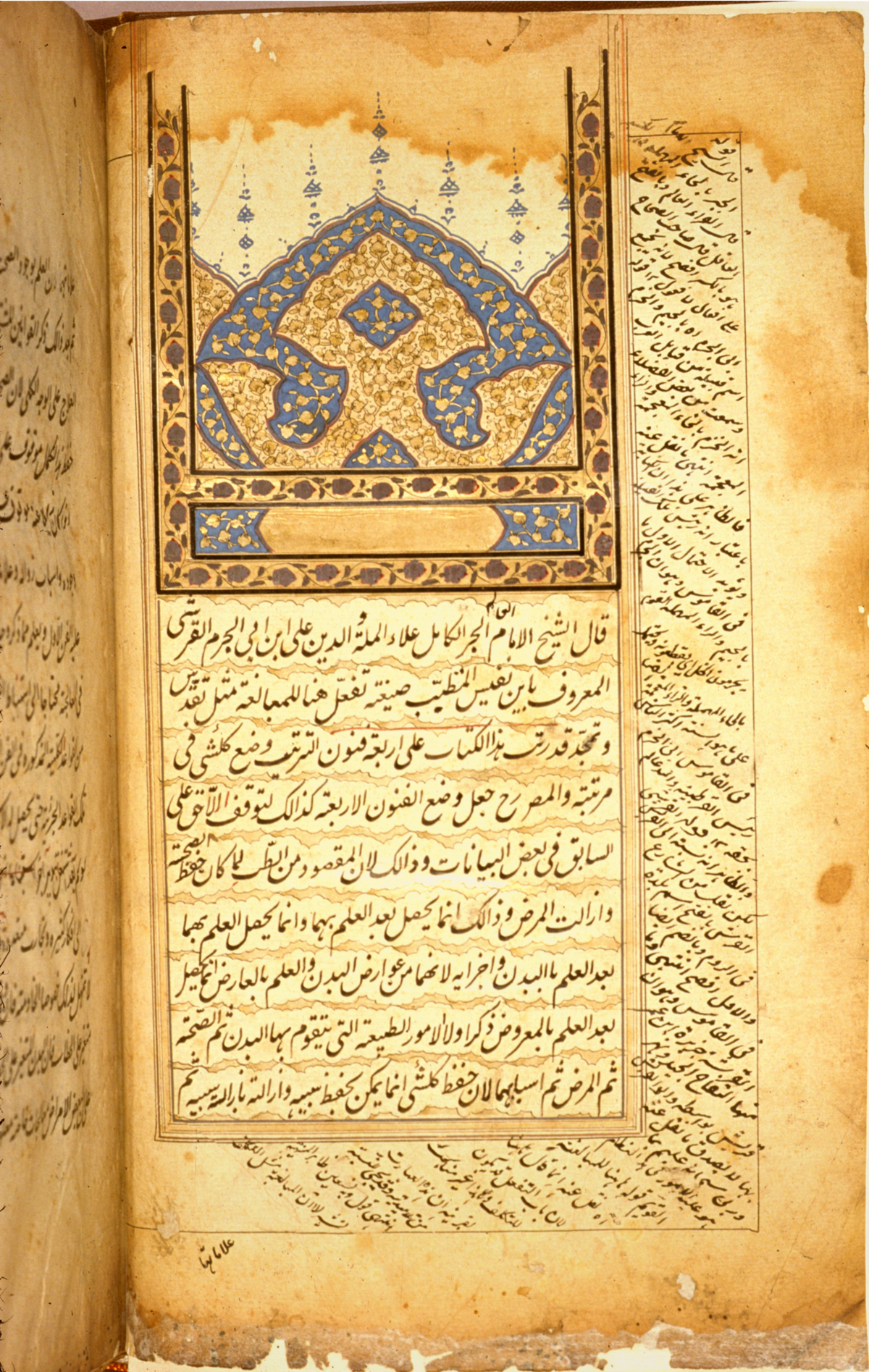
یک کار پزشکی ابن النفیس که تعدادی از نظریه‌های اشتباه گالن و ابن سینا را بر روی آناتومی مغز تصحیح کرد

روان‌شناسی در عصر تمدن اسلامی (عربی: علم النفس في عصر الحضارة الإسلامية) عبارت است اصطلاحی که دلالت دارد بر بررسی پزشکی و فلسفی از روان بشری در چارچوب اسلامی، مواضع متعددی در روان‌شناسی و عصب‌شناسی و فلسفه عقل و تفکر و روان پزشکی و طبابت امراض نفسانی جسمانی وجود دارد. بعضی از دانشمندان روان‌شناس و کارشناس اسلامی در قرن بیستم و بیست‌و یکم اقدام به تجدید نظر در بعضی از مفاهیم متعلق به تفکر اسلامی در قرون وسطی در این زمینه نمودند.

## اصطلاح‌های فنی
اصطلاح نفس در نوشته‌ها و نزد مسلمین برای راهنمایی به سمت شخصیت فرد استفاده شده‌است و این اصطلاح شامل مجموعه وسیعی از نیروها منجمله قلب و روح و عقل و اراده می‌شود، کمان اینکه اصطلاح فطرت برای راهنمایی به طبیعت بشری استفاده شده‌است.
مطالعه و بررسی اسلامی تأثیرات زیادی از فلسفه یونانی و هندی پذیرفته‌است و در کنار بررسی کتاب‌های قدیمی بنا شده‌است به‌طور خاص بر روش فهم جالینوس در؛ در هم آمیختگی ۴ گانه
بررسی امراض عقلانی در طب اسلامی به‌طور مشخص تخصص مستقل بحساب می‌آمد و در اشکال مختلفی خودش را نشان می‌داد مانند درمان نفسانی، طب نفس یا روان، طب قلب یا درون و احساس.
اصطلاحی که در فرهنگ عربی به کسانی که دچار بیماری‌های عقلانی شده بودند عبارت بود از مجنون که خودش از کلمه جن مشتق شده‌است که معنی آن یعنی مخفی و پوشیده ..
در واقع (روانپزشکان اسلامی) اعتقاد داشتند که کسانی که به بیماری عقلانی دچار شده‌اند نمی‌توانند بین حقیقت و واقعیت با غیر حقیقت و غیر واقعیت فرقی قائل شوند و علی‌رغم اینکه فرق‌های جزئی در طبیعت درمان امراض عقلانی هست نباید آن را تعمیم داد به آنچه که در همان زمان در اروپا برای درمان این بیماری‌ها شایع و رایج بوده‌است.
اصطلاح مجنون کم‌کم بین دانشمندان و عالمان رواج و گسترش یافت و ابن سینا آن را اینطور تعریف کرد که، کسی که دچار حالت تبدیل واقعیت به خیال و اوهام شده‌است.

## محمد بن زکریا رازی
ابوبکر محمد بن زکریا رازی و مشهور به رازی در نزد مردم غرب، یک پزشک و فیلسوف و دانشمند فارس بود که نقش بالایی در عصر طلایی اسلام داشت و او از اولین کسانی بود که در رابطه با بیماری‌های عقلانی (روانی) و درمان آن به نگارش پرداخت، و ایضاً وی مدیر بیمارستان بغداد در آن زمان بوده‌است و همچنین وی رئیس اولین بخش امراض روانی در جهان می‌باشد و دو کتاب المنصوری و الحاوی از مهم‌ترین کارها و نوشته‌های وی می‌باشد که شامل توصیفات و روش درمان بیماری‌های روانی (عقلانی) می‌باشد.

## حسین بن عبدالله بن سینا
ابوعلی حسین بن عبدالله بن سینا و معروف به ابن سینا در نزد مردم مغرب زمین یک دانشمند فارسی بود که در رشته‌های مختلف علمی فعالیت داشت، وی به‌علت کتاب‌هایی که در مورد موضوعات مختلف نگاشته‌است مانند فلسفه، فیزیک، پزشکی، ریاضیات، جغرافیا، علوم دینی و فقهی و شعر مشهور می‌باشد، وی در یکی از مشهورترین کارها و کتاب‌هایش بنام قانون (القانون فی الطب) روش درمان بعضی از حالتهای بیماری‌ها را توصیف کرده و شرح داده‌است مانند بیخوابی، مختل شدن فکر، سرگیجه، فلج شدن اجزای بدن، سکته مغزی، صرع (غش کردن) و افسردگی و همچنین ناتوانی جنسی، همچنین ابن سینا در زمینه روانپزشکی جسمی نیز پیشرو و پیشتاز بود و تغییرات روانی را به تغییرات جسمی ربط داد.

## رسیدگی به بیماری‌های روانی
عصر طلایی تمدن اسلامی یک نوع منحصر بفرد از نوع خودش بحساب می‌آید در درمان کسانی که به بیماری‌های روانی (عقلانی) دچار شده بودند. در بیمارستان‌ها، در بغداد در سال ۷۰۵ میلادی و در قاهره در سال ۸۰۵ میلادی بیمارستان‌هایی برای درمان بیماری‌های روانی بنا و ساخته شد و مدرک راهنما در این زمینه، وجود یک مؤسسه پزشکی دیگر در شهر فاس در مراکش می‌باشد.

## معالجه بیماری‌های روانی
علاوه بر داروهایی که استفاده می‌شود، همانا درمان بیماری‌های روانی حمام، موسیقی و روانکاوی که منعکس‌کننده رابطه بالایی بین بیماری‌های روانی و مشکلات جسمی می‌باشد را نیز شامل و تجویز می‌شد، داروهای مشخصی برای برگشت توازن بین ترکیب ۴ گانه در بدن انسان که فکر می‌کردند عدم توازن بین آن‌ها باعث اختلالات ذهنی می‌گردد، کما اینکه معتقد بودند که بیخوابی ناشی از وجود مقدار زیادی مایع خشک شده در بدن می‌باشد، بنابراین می‌توان آن را با استفاده از مایعات و نوشیدنی درمان کرد.